# 卵囊螺
卵囊螺（学名：Retusa ovulina）为凹塔螺科凹塔螺属的动物。

## 分佈
在中国大陆，分布于海南等地，属于暖水性种类。其一般生活于深海底。

## 外部連結
- 維基物種上的相關：卵囊螺